# Birka, Nacka kommun

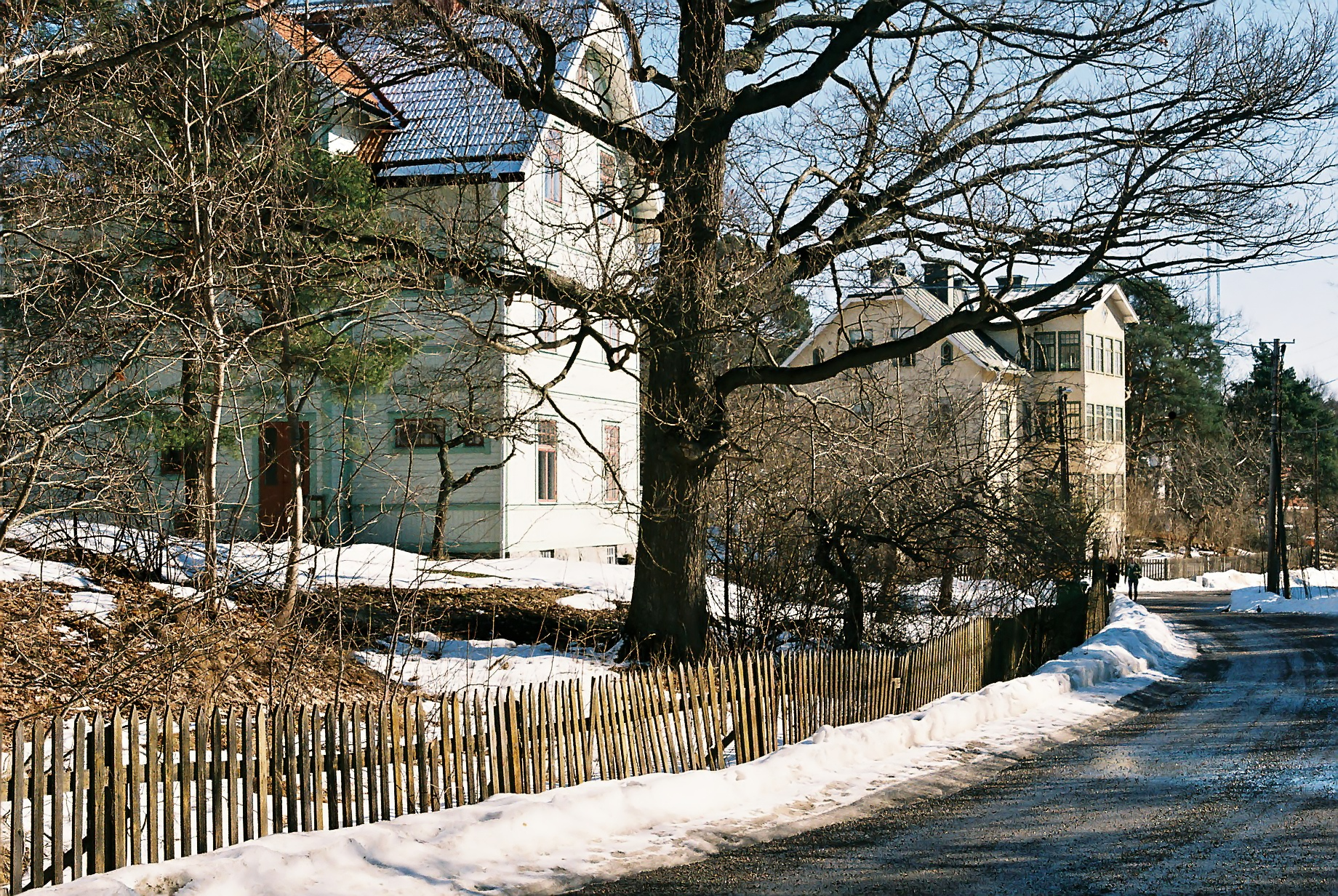
Villor vid Birkavägen.

Birka är ett av Nacka kommuns äldsta villaområden. De första husen tillkom på 1880-talet för att erbjuda anställda inom kommunens växande industrier bostäde, främst Atlas Copco, Sickla och senare AB de Lavals Ångturbin i Järla.
Birka ligger inbäddat mellan Nacka kyrka, Finntorp / Talliden och Nacka gymnasium. Området (i olika skepnader) har haft många namn under åren som Järla, Järlaby, Birkaområdet och Birka-Järla.
I området finns en aktiv villaförening som funnits i över 100 år – Saltjö-Järla Villaförening.

## Birkas arkitektur
De första villorna uppfördes vid sekelskiftet 1900 som stora flerfamiljsvillor i 2,5 våningar med inredd vind. De flesta är klädda med spontad panel. Många är utrustade med glasverandor.
Bland Birkas boende fanns också snickaren Arvid Samsiö som medverkade vid uppförandet av bland annat Villa Birka som gav bostadsområdet sitt namn, hans eget hus Villa Samsiö samt villorna i hörnet Birkavägen/Kyrkstigen, Villa Britteberg och Lilla Britteberg.
Hälften av husen i Birka är klassade som kulturhistoriskt värdefulla. I det ingår inte bara själva husen utan även trädgårdarna som anlades oftast framför huset.

## Planer på att utveckla Birkaområdet
2019 förvärvade fastighetsbolaget Tobin Properties 30 villor för att bygga 600 - 700 bostäder på marken. Projektet lades dock ned.
2024 har planerna återupptagits av fastighetsbolaget RO Properties som även äger Järlas framtida tunnelbanetorg. 20 villaägare har kommit överens om försäljning av sina villor till fastighetsbolaget för att bygga 1200 bostäder på marken. 28 oktober 2024 beslutade Kommunstyrelsen i Nacka kommun att återuppta detaljplaneringen för Birka. Endast Nackalistan reserverade sig mot beslutet.

## Birkahöjden
I västra delen av Birkaområdet finns ett berg på c:a 2,3 ha där två tredje delar täckta av en hällmarkstallskog och c:a en tredje del utgörs av nakna hällmarker. Berget kallas för Birkahöjden. "Inom området finns ett stort antal skyddsvärda och värdefulla träd av främst tall men även ek. Det finns även ett antal träd som uppfyller kriterierna som särskilt skyddsvärda".